# Philippe Goujon
Pour les articles homonymes, voir Goujon.
Philippe Goujon, né le 30 avril 1954 à Paris 9e (Seine), est un homme politique français. Membre du RPR, il devient député en 1993 en tant que suppléant d'Édouard Balladur, nommé Premier ministre.
Il entre au Sénat en 2004, puis revient à l'Assemblée nationale en 2007, siégeant durant deux législatures. Élu conseiller de Paris depuis 1983, il est depuis 2008, maire (UMP puis LR) du 15e arrondissement de Paris.

## Biographie
Né dans le 9e arrondissement de Paris, Philippe Goujon est diplômé de l'institut d’études politiques de Paris (promotion 1975) et titulaire d'une maîtrise de droit public.
Militant au RPR, il est élu benjamin du Conseil de Paris en 1983. Il est choisi en 1989 par Jacques Chirac, maire de Paris, pour être son adjoint chargé de la sécurité. Il est ensuite proche d'Édouard Balladur, dont il est un collaborateur et le suppléant à l’Assemblée nationale de 1993 à 2007, étant député lorsque celui-ci est Premier ministre (1993-1995). Il préside la fédération de Paris de l'UMP à partir de 2003.
Élu sénateur à Paris en 2004 sur une liste dissidente,, Philippe Goujon entre à la commission des Lois lorsqu'il est élu député en 2007. Spécialisé dans les questions de sécurité publique et de justice, il a été notamment rapporteur du budget de l’administration pénitentiaire, rapporteur du projet de loi sur les violences dans les enceintes sportives et sur la loi tendant à instituer un contrôleur général des lieux de privation de liberté.
Au second tour des élections municipales de 2008, il fusionne sa liste (33,9 %) avec celle de Gérard d'Aboville (10,1 %). Sa liste obtient 52,7 % des voix au second tour face à celle d’Anne Hidalgo. Il succède à René Galy-Dejean comme maire du 15e arrondissement de Paris.
Philippe Goujon est réélu à l'Assemblée nationale en 2012 et à la mairie du 15e arrondissement en 2014.
Fidèle de François Fillon, il apporte son soutien et son parrainage à Nicolas Sarkozy pour la primaire présidentielle des Républicains de 2016. Il avait déjà soutenu l'ancien chef de l’État lors du congrès de l’UMP de 2014. En janvier 2017, il intègre le pôle projet de la campagne de François Fillon (vainqueur de la primaire) sur le sujet de la sécurité. Dans l'entre-deux-tours de l'élection présidentielle de 2017, qui oppose Marine Le Pen à Emmanuel Macron, il reprend le communiqué de presse des Républicains mentionnant que « l'abstention ne peut être un choix » et appelant à faire barrage à la candidate FN.
En vue des élections municipales de 2020 à Paris, il refuse de soutenir d’emblée la candidature de Rachida Dati à la mairie, ce qui conduit LR à investir Agnès Evren face à lui. À l’issue du premier tour, il arrive derrière celle-ci. Les deux listes fusionnent, Agnès Evren menant la liste au second tour et Philippe Goujon, en deuxième position, devant conserver la mairie d'arrondissement en cas de victoire. La liste l’emporte avec 53,5 % des voix et Philippe Goujon est réélu maire de l’arrondissement le 12 juillet 2020.

## Prises de position

### Logement
En tant que député, il est l'auteur, avec Jean-François Lamour, de plusieurs amendements au projet de loi « logement » visant notamment à créer une offre spécifique de logements sociaux pour les étudiants et les apprentis, à protéger les emplois des gardiens d'immeuble et à garantir le maintien des classes moyennes dans Paris.

### Transports
Il est président du groupe de travail sur le développement de l’utilisation du vélo, installé le 13 juillet 2011 par Thierry Mariani, ministre chargé des Transports. Ce groupe, composé d’élus, d’associations d’usagers, de constructeurs de vélos et de représentants des ministères concernés, est chargé d’élaborer des propositions concrètes, en s’appuyant notamment sur l’expérience des pays européens, et de proposer un « Plan vélo national » afin de guider l’action de l’État dans ce domaine.

### Patrimoine
En 2015, il milite contre la démolition de l'église Sainte-Rita de Paris.

### Sujets de société
Il refuse de célébrer lui-même les pactes civils de solidarité (PACS) en mairie. Il indique qu'il n'est pas opposé à la mesure et que la loi ne prévoit pas de cérémonie en mairie mais une démarche auprès du greffe d'un tribunal,.
Philippe Goujon s'oppose au mariage homosexuel, arguant en 2012 que l'ouverture du mariage conduirait inéluctablement à la gestation pour autrui (GPA). Il refuse de célébrer lui-même les mariages à la mairie du 15e arrondissement après l'entrée en vigueur de la loi Taubira. Le 5 octobre 2014, il est en tête du cortège de la manifestation demandant l'abrogation de la loi Taubira organisée par le collectif La Manif pour tous, aux côtés de Patrick Ollier, Michèle Alliot-Marie, Laurent Wauquiez et Claude Goasguen.
Il affirme également son opposition à ce qui est parfois nommée la « théorie du genre ».

## Détail des mandats et fonctions
- Maire du 15e arrondissement de Paris (depuis 2008)
- Conseiller de Paris (depuis 1983)
- Député de la douzième circonscription de Paris (2012-2017)
- Député de l'ancienne douzième circonscription de Paris (2007-2012)
- Sénateur de Paris (2004-2007)
- Premier adjoint au maire du 15e arrondissement de Paris (2001-2008)
- Député de l'ancienne douzième circonscription de Paris (1993-1995)
- Conseiller régional d'Île-de-France (1992-2004)
- Adjoint au maire de Paris chargé de la sécurité (1989-2001)

## Décorations
- Chevalier de la Légion d'honneur[24]
- Chevalier de l'ordre des Palmes académiques[24]
- Chevalier de l'ordre pro Merito Melitensi (2023)[25]